# Arthur Cayley
Arthur Cayley (Richmond, 16 de agosto de 1821 — Cambridge, 26 de janeiro de 1895) foi um matemático britânico.
Foi Professor Sadleiriano de Matemática Pura, Universidade de Cambridge, de 1863 a 1895. As suas contribuições incluem a multiplicação de matrizes e o teorema de Cayley.
Quando criança, Cayley resolvia complexos problemas de matemática por diversão. Entrou no Trinity College, Cambridge, quando se destacou em grego, francês, alemão e italiano; tão bem quanto em matemática. Trabalhou como advogado por quatorze anos.
Ajudou a desenvolver o Teorema de Cayley-Hamilton. Foi o primeiro a definir o conceito de conjunto de forma moderna.

## Primeiros anos
Arthur Cayley nasceu em Richmond, Londres, Inglaterra, em 16 de Agosto de 1821. Seu pai, Henry Cayley, foi um primo distante do engenheiro aeronáutico George Cayley, e descendente da antiga família Yorkshire. Ele estabeleceu em São Petesburgo, Rússia, como um comerciante. Sua mãe foi Maria Antonia Doughty, filha de William Doughty. De acordo com alguns escritores, ela era russa, mas o nome de seu pai indica uma origem inglesa. Seu irmão foi o linguista Charles Bagot Cayley. Arthur ficou em São Petesburgo durante seus primeiros oito anos. Seus pais estabeleceram-se permanentemente em Blackheath, próximo a Londres. Arthur foi mandado para uma escola privada. Desde cedo ele demostrou um grande gosto e habilidade em cálculo numérico. O mestre da escola notou nele sinais de genialidade em matemática, e avisou para o seu pai educá-lo, não para seguir o seu negócio, como ele havia pretendido, mas para ele entrar na Universidade de Cambridge.

## Educação
Na incomum idade de 17 anos, Cayley começou a morar no Trinity College, Cambridge. A causa da Analytical Society foi ganha, e o Jornal de Matemática de Cambridge foi implantado por Gregory e Robert Leslie Ellis. Para esse jornal, na idade de vinte anos, Cayley contribuiu com três papéis, nos temas que têm sido sugeridos pela leitura de Mécanique analytique de Lagrange e por alguns dos trabalhos de Laplace.
O tutor de Cayley em Cambridge foi George Peacock e o seu professor privado foi William Hopkins.
Foi sepultado no Cemitério Mill Road em Cambridge.

### Obras disponíveis online
- The collected mathematical papers of Arthur Cayley (Volume 1) (Cambridge, University Press, 1889–1897)
- The collected mathematical papers of Arthur Cayley (Volume 2) (Cambridge, University Press, 1889–1897)
- The collected mathematical papers of Arthur Cayley (Volume 3) (Cambridge, University Press, 1889–1897)
- The collected mathematical papers of Arthur Cayley (Volume 4) (Cambridge, University Press, 1889–1897)
- The collected mathematical papers of Arthur Cayley (Volume 5) (Cambridge, University Press, 1889–1897)
- The collected mathematical papers of Arthur Cayley (Volume 6) (Cambridge, University Press, 1889–1897)
- The collected mathematical papers of Arthur Cayley (Volume 7) (Cambridge, University Press, 1889–1897)
- The collected mathematical papers of Arthur Cayley (Volume 8) (Cambridge, University Press, 1889–1897)
- The collected mathematical papers of Arthur Cayley (Volume 9) (Cambridge, University Press, 1889–1897)
- The collected mathematical papers of Arthur Cayley (Volume 10) (Cambridge, University Press, 1889–1897)
- The collected mathematical papers of Arthur Cayley (Volume 11) (Cambridge, University Press, 1889–1897)
- The collected mathematical papers of Arthur Cayley (Volume 12) (Cambridge, University Press, 1889–1897)
- The collected mathematical papers of Arthur Cayley (Volume 13) (Cambridge, University Press, 1889–1897)